# Onthophagus gestroi
Onthophagus gestroi là một loài bọ cánh cứng trong họ Bọ hung (Scarabaeidae).